# 몰로취
몰로취(러시아어: Молох, Molokh, Moloch)는 프랑스에서 제작된 알렉산더 소쿠로프 감독의 1999년 영화이다. 토머스 커퍼스 등이 제작에 참여하였다.

## 출연
- Leonid Mozgovoy - 아돌프 히틀러 역
- Yelena Rufanova - 에바 브라운 역
- Vladimir Bogdanov - 마르틴 보어만 역
- Leonid Sokol - 요제프 괴베스 역
- Yelena Spiridonova - 마그다 괴벨스 역
- Anatoli Shvedersky - 사제 역

## 제작진
- 공동제작: 마이클 쉬미드-오스파크